# Liste der Bodendenkmäler in Troisdorf
Die Liste der Bodendenkmäler in Troisdorf enthält die denkmalgeschützten unterirdischen baulichen Anlagen, Reste oberirdischer baulicher Anlagen, Zeugnisse tierischen und pflanzlichen Lebens und paläontologischen Reste auf dem Gebiet der Stadt Troisdorf im Rhein-Sieg-Kreis in Nordrhein-Westfalen (Stand: Mai 2016). Diese Bodendenkmäler sind in Teil B der Denkmalliste der Stadt Troisdorf eingetragen; Grundlage für die Aufnahme ist das Denkmalschutzgesetz Nordrhein-Westfalen (DSchG NRW).
| Bild           | Bezeichnung                                                     | Lage                                   | Beschreibung | Bauzeit                 | Eingetragen seit | Denkmal- nummer |
| -------------- | --------------------------------------------------------------- | -------------------------------------- | ------------ | ----------------------- | ---------------- | --------------- |
|                | Motte mehrperiodige, mehrteilige Wasserburganlage               | Sieglar Kriegsdorfer Straße            |              | 12./13. Jh.             |                  | B 1             |
| weitere Bilder | Spicher Hohlstein                                               | Spich Hohlsteinstraße / Am Hang        |              |                         |                  | B 2             |
|                | Klosterwüstung; Grabenrechteck, Eremitage                       | Mitte                                  |              |                         |                  | B 3             |
|                | Grabhügelfeld                                                   | Mitte                                  |              | Eisenzeitlich           |                  | B 4             |
|                | Grabhügelgruppe                                                 | Mitte                                  |              |                         |                  | B 5             |
|                | Artilleriebeobachter Sicherheitsstand Truppenübungsplatz        | Altenrath                              |              |                         |                  | B 6             |
|                | Artilleriebeobachter Sicherheitsstand Nr. 11 Truppenübungsplatz | Mitte                                  |              |                         |                  | B 7             |
|                | Artilleriebeobachter Sicherheitsstand Nr. 9 Truppenübungsplatz  | Mitte                                  |              |                         |                  | B 8             |
|                | Grabhügelfeld                                                   | Altenrath                              |              | Jungsteinzeit/Eisenzeit |                  | B 9             |
|                | Abschnittsbefestigung                                           | Mitte                                  |              |                         |                  | B 10            |
|                | Gewölbekeller Haus Spich                                        | Spich Hauptstraße 183                  |              |                         |                  | B 11            |
|                | Eichenstämme                                                    | West Am Bergeracker (Höhe Haus Nr. 15) |              |                         |                  | B 12            |
|                | Luftschutzbunker (ehemaliges Betriebsgelände Plewa-Werke)       | Spich Waldstraße 58                    |              |                         |                  | B 13            |
|                | Gewölbekeller                                                   | Spich Kochenholzstraße 7               |              |                         |                  | B 14            |
| Brunnenkeller  | Brunnenkeller                                                   | Mitte                                  |              |                         |                  | B 15            |
|                | Luftschutzanlage Typ Deckungsgraben                             | West Kasinostraße / Hornackerstraße    |              |                         |                  | B 16            |